# Jacob Laan

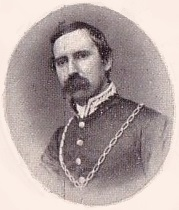
Mr. J.C.G.C. Laan

Jacob Cornelis Gijsbert Carel Laan (Zuilen, 13 januari 1826 - Wiesbaden, 31 mei 1873) was een Nederlands burgemeester en secretaris van Baarn en Eemnes van 11 oktober 1858 tot 28 november 1867. Hij was lid van Provinciale Staten van Utrecht van 1862 tot zijn overlijden en van Gedeputeerde Staten van 1867 tot overlijden. Jacob was van de zoon van eveneens Statenlid Gijsbert Nicolaas Laan (1785-1855) en Carolina Hendrina Sara Sanderson (1795-1858). Hij huwde te Amsterdam op 30 juni 1859 zijn volle nicht Johanna Leuveling Tjeenk (1839-1924), met wie hij zes kinderen kreeg.
De Laanstraat in Baarn is naar hem vernoemd.